# Grafton (Massachusetts)
Grafton es un pueblo ubicado en el condado de Worcester en el estado estadounidense de Massachusetts. En el Censo de 2010 tenía una población de 17.765 habitantes y una densidad poblacional de 294,17 personas por km².

## Geografía
Grafton se encuentra ubicado en las coordenadas 42°12′33″N 71°41′1″O / 42.20917, -71.68361. Según la Oficina del Censo de los Estados Unidos, Grafton tiene una superficie total de 60.39 km², de la cual 59.09 km² corresponden a tierra firme y (2.16%) 1.31 km² es agua.

## Demografía
Según el censo de 2010, había 17.765 personas residiendo en Grafton. La densidad de población era de 294,17 hab./km². De los 17.765 habitantes, Grafton estaba compuesto por el 88.65% blancos, el 1.1% eran afroamericanos, el 0.14% eran amerindios, el 7.71% eran asiáticos, el 0.01% eran isleños del Pacífico, el 0.67% eran de otras razas y el 1.72% pertenecían a dos o más razas. Del total de la población el 2.29% eran hispanos o latinos de cualquier raza.